# پیتر سندرز
پیتر سندرز (به آلمانی: Peter Sanders) (۱۹۶۷) دانشمند رایانه و استاد اهل آلمان است که در مؤسسه فناوری کارلسروهه فعال است. او در این مؤسسه رئیس علوم نظری رایانه است.

## زندگی
ساندرز در آهلن و اولد بزرگ شد و دکترای خود را در دانشگاه آن زمان کارلسروهه (TH) (امروز موسسه فناوری کارلسروهه، KIT) انجام داد. در سال ۲۰۰۰ وی در دانشگاه زارلاند سکونت یافت. از سال ۱۹۹۷ تا ۲۰۰۴ به عنوان محقق در انستیتوی علوم کامپیوتر ماکس پلانک در ساربروکن کار کرد. در سال ۲۰۰۴، او مدیریت مؤسسه علوم نظری رایانه در KIT را به عهده گرفت.
تحقیقات وی به جنبه‌های مختلف الگوریتم، به ویژه الگوریتم‌های اساسی، ساختمان داده‌ها و استراتژی‌های ارتباطی می‌پردازد.

## جوایز
- ۲۰۱۲ جایزه تحقیقات دولتی بادن-وورتمبرگ در زمینه تحقیقات کاربردی
- ۲۰۱۱ جایزه گوتفرید ویلهلم لایب نیتز برای سال 2012[۲]
- جایزه تحقیقات Google 2011 (گروه تحقیق)[۳]
- جایزه تحقیقات گوگل ۲۰۰۸ (گروه تحقیقاتی)[۴]
- ۲۰۰۴ جایزه تحقیقاتی بنیاد آلکاتل SEL "ارتباطات فنی 2004"[۵]
- ۱۹۸۶ برنده ۴ مدال فدرال در علوم کامپیوتر 1985/1986[۶]

## نوشته‌ها
سندرز نویسنده و ویراستار بیش از ۱۳۰ مقاله ژورنالی و چندین کتاب است.